# Ramiro de Oliveira
Ramiro de Oliveira (Cachoeira do Sul, 6 de maio de 1864 —?) foi um jornalista e político brasileiro.
Homem de confiança de Júlio de Castilhos quando da propaganda republicana, participou ativamente da Revolução Federalista, como major fiscal, sob o comando do general Salvador Pinheiro Machado, na Divisão do Norte. Teve grande influência na derrota da candidatura de Fernando Abbott em Santa Maria, em 1907, derrotando a facção majoritária do PRR local que apoiava aquela dissidência.
Dono do jornal republicano O Estado em Santa Maria, que surgiu em 1898, circulando até 1907 e desempenhando o papel de órgão de propaganda política da dissidência interna do PRR na cidade. O jornal foi vendido, após 1905, ao coronel Antero Correia de Barros. Foi sub-chefe regional de polícia em Santa Maria e prefeito de 1908 a 1912.
Foi eleito deputado estadual, à 24ª Legislatura da Assembleia Legislativa do Rio Grande do Sul, de 1901 a 1905.